# Bataille du 30 mars
 (avril 2024).
La mise en forme du texte ne suit pas les recommandations de Wikipédia : il faut le « wikifier ».
Les points d'amélioration suivants sont les cas les plus fréquents. Le détail des points à revoir est peut-être précisé sur la page de discussion.
- Les titres sont pré-formatés par le logiciel. Ils ne sont ni en capitales, ni en gras.
- Le texte ne doit pas être écrit en capitales (les noms de famille non plus), ni en gras, ni en italique, ni en « petit »…
- Le gras n'est utilisé que pour surligner le titre de l'article dans l'introduction, une seule fois.
- L'italique est rarement utilisé : mots en langue étrangère, titres d'œuvres, noms de bateaux, etc.
- Les citations ne sont pas en italique mais en corps de texte normal. Elles sont entourées par des guillemets français : « et ».
- Les listes à puces sont à éviter, des paragraphes rédigés étant largement préférés. Les tableaux sont à réserver à la présentation de données structurées (résultats, etc.).
- Les appels de note de bas de page (petits chiffres en exposant, introduits par l'outil «  Source ») sont à placer entre la fin de phrase et le point final[comme ça].
- Les liens internes (vers d'autres articles de Wikipédia) sont à choisir avec parcimonie. Créez des liens vers des articles approfondissant le sujet. Les termes génériques sans rapport avec le sujet sont à éviter, ainsi que les répétitions de liens vers un même terme.
- Les liens externes sont à placer uniquement dans une section « Liens externes », à la fin de l'article. Ces liens sont à choisir avec parcimonie suivant les règles définies. Si un lien sert de source à l'article, son insertion dans le texte est à faire par les notes de bas de page.
- La présentation des références doit suivre les conventions bibliographiques. Il est recommandé d'utiliser les modèles {{Ouvrage}}, {{Chapitre}}, {{Article}}, {{Lien web}} et/ou {{Bibliographie}}. Le mode d'édition visuel peut mettre en forme automatiquement les références.
- Insérer une infobox (cadre d'informations à droite) n'est pas obligatoire pour parachever la mise en page.

Pour une aide détaillée, merci de consulter Aide:Wikification.
Si vous pensez que ces points ont été résolus, vous pouvez retirer ce bandeau et améliorer la mise en forme d'un autre article.
Guerre d'indépendance dominicaine
La bataille du 30 mars ou bataille de Santiago de los Caballeros (Saint-Jacques des chevaliers en Français) a été la deuxième bataille postérieure à la Guerre de l'Indépendance Dominicaine et s'est déroulée le 30 mars 1844, à Santiago de los Caballeros. Dans cette bataille, le général José María Imbert, au commandement d'une part de l'armée du nord, a vaincu le général Jean-Louis Pierrot, qui commandait les troupes de l'armée haïtienne avec, pourtant, une supériorité numérique.

## Prélude
Avant de commencer la bataille de Santiago, les Dominicains ont organisé leurs préparatifs, consistant à obtenir de l'argent, afin d'acheter des armes. Avec l'aide de Matías Ramón Mella et Pedro de Mena, des dons ont été obtenus auprès de nombreuses personnes riches de Saint-Domingue. À Santiago, des personnes comme Ángel Daniel, Juan Luis Bidó, Ramón Bidó et d’autres Dominicains se sont également joints à la cause indépendantiste.
Des renforts ont commencé à arriver à Santiago depuis Baní au commandement du colonel Ramón Santana. Le général Francisco Antonio Salcedo a avancé jusqu'à Talanquera et Escalante avec l'idée de contenir l'avancée militaire haïtienne vers Santiago. Ce dernier a établi son quartier général à Escalante, près Guayubín, Monte cristi. Les troupes de Pierrot ont devancé vite et est a pris à Dajabón le 23 mars 1844.
Le 27 mars 1844, le général et commandant d'opérations à Santiago, José María Imbert, a été appelé par la Junte gouvernementale dominicaine en voulant organiser une contre-attaque envers les troupes haïtiens.
Imbert fortifia la ville, a bâti des fossés, et a pris des précautions importantes pour gagner une bataille aux côtés du commandant Achilles Michel qui a dirigé, avec d'autres compatriotes qu'il a formé dans la maîtrise des armes, la bataille du 30 mars 1844, à Santiago; il a bâti les forts “Dios", "Patria" et "Libertad” (respectivement Dieu, Patrie et Liberté en Français) dans lesquels les troupes haïtiennes furent vaincus. Il s'est fait accompagner par les officiers Pedro Eugenio Pelletier, Ange Reyes, Ramón Franco Bidó, Gaspar Polanco Bourbon, José Nicolás Gómez, Fernando Valerio, José M. López, Lorenzo Mieses, Dionisio Mieses, Toribio Ramírez, Cadres Trinité López, et d'autres. Le 27 mars, le général haïtien Pierrot a divisé ses troupes. Il s'est rapproché de la ville de Santiago des Cavaliers, avec plus de 2000 soldats dans chaque colonne. Avant l'aube, les envahisseurs se sont retranchées à Gurabito. Après avoir traversé la rivière Yaque, l'aile droite s'est dirigée vers le chemin de la Herradura.

## La bataille
Le 30 mars 1844, les haïtiens ont attaqué, et ils ont été chargés par le général José María Imbert et le commandant Achilles Michel dans les fort "Dios", "Patria" et "Libertad", face à la savanne de Santiago de los Caballeros. Les haïtiens contre-attaquèrent et ont été chassés par la artillerie dominicaine et la corps de fusils de Fernando Valerio. L'armée haïtienne lança une attaque désespérée, et a été vaincue par les canons des trois forts[Information douteuse], et par l'infanterie de Fernando Valerio López. L'armée de Jean-Louis Pierrot s'est vu obligée de reculer, donnant ainsi la victoire à l'armée dominicaine dirigée par José María Imbert, et ce au prix de lourdes pertes.